# Galene
Der Begriff Galene (altgriechisch γαλήνη, neugriechische Aussprache [ɣal'ini] galíni ‚Stille‘, ‚Windstille‘, ‚Meeresstille‘, ‚ruhige See‘) bezeichnet im klassischen Griechenland die von Affekten, Verwirrungen und Unruhe befreite, in sich erfüllte Seele. Der Begriff kommt vereinzelt schon bei Platon vor als der Zustand, in dem die Seele das Göttliche zu schauen vermag. Die Galene ist hier eine Wirkung der Katharsis.
Verstärkt taucht der Begriff in der Epoche der Philosophenschule der pyrrhonischen Skepsis auf. Störende Faktoren sind hier insbesondere Gedanken, Emotionen und Meinungen. Der Begriff ist verwandt mit der in der klassischen Ethik zentralen Ataraxie.
In der griechischen Mythologie wird die Galene von einer Nereide personifiziert.